# Nathalie Loiseau
Nathalie Loiseau (1964) es una diplomática y política francesa. Ejerció de directora de la Escuela Nacional de Administración (ÉNA) entre 2012 y 2017 y de ministra encargada de Asuntos Europeos del Gobierno de la República entre 2017 y 2019.

## Biografía
Nathalie Ducoulombier nació el 1 de junio de 1964 en Neuilly-sur-Seine (departamento de Altos del Sena).  Diplomada en Instituto de Estudios Políticos de París (Sci-Po), también se diplomó también posteriormente en el Instituto Nacional de Lenguas y Civilizaciones Orientales (INALCO).
En 1984, una lista de la Union des étudiants de droite (UED), sindicato "nacido sobre las cenizas del Groupe Union Défense", organización estudiantil francesa de extrema derecha, participó en las elecciones de delegados estudiantiles al consejo de administración de Sciences Po Paris. En sexto lugar aparece el nombre de Nathalie Ducoulombier, nombre de soltera de Nathalie Loiseau.
Entró a trabajar en el Ministerio de Asuntos Exteriores en 1986, y estuvo destinada en Yakarta, Dakar, Rabat y Washington D. C. También formó parte del gabinete del ministro Alain Juppé.
En 2012 fue nombrada directora de la Escuela Nacional de Administración (ÉNA), posición que desempeñó hasta 2017, cuando se la nombró ministra encargada de Asuntos Europeos, entrando a formar parte del Gobierno de Édouard Philippe el 21 de junio de 2017 en sustitución de Marielle de Sarnez. En marzo de 2019 se anunció su salida del gobierno, para concurrir como cabeza de lista de la candidatura vinculada a La República en Marcha de cara a las elecciones al Parlamento Europeo de mayo de 2019 en Francia.